# بيرواين (ألبرتا)
بيرواين (بالإنجليزية: Berwyn, Alberta)‏ هي قرية تقع في كندا في ألبرتا. يقدر عدد سكانها بـ 526 نسمة ومساحتها 1.66 كم2 وترتفع عن سطح البحر 643 متر.

## أعلام
- ألبرت كوبر